# Прыгуны (секта)
Прыгуны́ (также сопуны (сапуны), трясуны, сионцы, веденцы) — секта, распространённая в начале 50-х годов XIX века в Российской империи на территории Закавказья, выделившаяся из течения молокан в качестве протеста против засилья старейшин. Не следует путать с сектой скакунов-лютеран, распространённой в Эстляндии и Петербургской губернии. Нередко прыгунами ошибочно называют пятидесятников.

## Основание секты
Основателем и идейным вдохновителем данной секты являлся крестьянин Лукьян Петрович Соколов (?—1862), неправильно истолковавший слова 50-го псалма «окропиши мя иссопом», ввёл обычай сопеть друг на друга при богослужениях, чтобы «очистить и облагодатствовать», а также другие обряды, например такие, как «воскрешение дев» и «обряд, пробуждающий дух».

## Обряды секты
Обряд воскресения дев заключался в том, что во время моления одна из участвующих девушек во время исступления падала на пол и притворялась мёртвой. По указанию Соколова кто-нибудь из присутствующих дул и сопел на неё, целовал, после чего девушка «оживала», что убеждало присутствующих в её «воскрешении».
Обряд, «возбуждающий дух», состоял из скакания и прыганья (что и явилось поводом для названия секты). Прыгуны объясняли свои действия во время данного обряда ссылкой на Библию, которая гласила, что библейский царь Давид «пред сенным ковчегом скакаше, играя». Исходя из этого прыгуны считали, что Святой Дух может снизойти к избранным людям только во время прыжков, сопровождаемых пением молитв, и только это якобы поможет им достичь Бога.
В совершении своих обрядов и празднований прыгуны, чаще всего, придерживались Торы. Вместо воскресенья, в отличие от православных и подобно иудеям, праздновали субботу, а также праздновали еврейскую пятидесятницу и прочие еврейские праздники. Пасху прыгуны праздновали точно так же, как иудейский Песах, однако во время празднования всё же упоминали о Христовом воскресенье, в которое веровали.

## Иерархия
Основное руководство религиозными отправлениями и молениями у прыгунов принимал на себя так называемый «пророк», на должность которого выбирало само прыгунское общество. Чаще всего на должность «пророка» назначали молодых людей, умеющих петь и плясать. Молодость была обязательным фактором, поскольку пожилой человек быстро устаёт при пляске. Выбранный на должность пророка избирал себе в помощь двух или трёх «пророчиц», также из молодых женщин.

## Организация собраний
Свои собрания прыгуны устраивали в ночь с пятницы на субботу. Такие собрания чаще всего происходили в обычных деревенских домах. Каждый прыгун при входе в помещение для собраний был обязан поклониться всем присутствующим, которые должны были ответить ему тем же. После собрания необходимого количества людей чтец приступал к чтению псалмов или Библии, которые пророк подробно разъяснял. После чтения Библии все собравшиеся обычно приступали к чтению псалмов и пению религиозных песен.

## Организация молений
Мотивы пения псалмов у прыгунов были достаточно монотонны и бедны гармонией, и этим были похожи на пение молокан, из которых прыгуны, собственно, и вышли. Через некоторое время после начала молений пророк предлагал собравшимся помолиться о грехах людей, не принявших «истинной» веры (то есть не вступивших в секту прыгунов), после чего собравшиеся падали ниц на землю и начинали «плакать».
После окончания пения псалмов собравшиеся прыгуны совершали «выход на круг», заключавшийся в том, что один из них выходил и вставал к пророку, кланялся ему в пояс или в ноги, целовал его и вставал рядом. Точно так же по очереди поступали все присутствовавшие, вставая так, чтобы каждый из прыгунов мог кланяться и целоваться с остальными. Прыгуны, чувствовавшие, что совершили особо тяжкий грех не только кланялись пророку, но и целовали ему ноги. Данный обряд, по свидетельству очевидцев, проходил с особым чином и торжественностью.
После пения псалмов прыгуны приступали к пению особых песен-молитв, называемых ими «чистыми». В некоторых случаях эти песни-молитвы накладывали на мотивы народных песен (например, «Ах вы, сени, мои сени»). Пророк запевал молитву, остальные адепты подпевали. Во время пения этих песен-стихов пророк начинал подготавливать себя к «снисхождению Святого Духа».
Во время пения стихов на пророка «находил дух». В начале пения пророк начинал потихоньку топать ногами и приглаживать волосы на голове, распаляясь и раскачиваясь в процессе всё больше и больше, пока не достигал полного экстаза и не пускался в пляс по комнате. Через некоторое время пророк подбегал к одной из пророчиц и опускал руки ей на плечи, «передавая» таким образом «духа» ей. Пророчица, в свою очередь, также пускалась в пляс, вовлекая, в свою очередь, следующих адептов, пока все присутствующие не начинали прыгать и скакать по комнате. Некоторые адепты распаляли себя до состояния пены изо рта и конвульсий. Во время пляски пророк бормотал непонятные слова, воспринимаемые окружающими в качестве «откровения духа».

## Распространение
Последователи учения прыгунов были распространены на Северном и Южном Кавказе, в основном в Эриванской, Тифлисской, Елизаветпольской и Ставропольской губерниях. Кроме того некоторые общины действовали в Самарской губернии.

## В настоящее время
До 1917 года в России было небольшое количество последователей секты. Во время Советской власти секта прыгунов распалась, однако отдельные её ячейки иногда встречались в 1960-х годах в Азербайджанской ССР, Армянской ССР и УССР, а также в Ростовской и Оренбургской областях РСФСР.
Небольшие общины прыгунов существуют и в наше время в России, Армении, Австралии и некоторых других странах.